# Соловьёв, Валерий (хоккеист)
Валерий Соловьёв (1929 — неизвестно) — советский хоккеист, защитник.
Карьеру в командах мастеров провёл в ленинградских клубах первой группы «Динамо» (1951/52 — 1953/54) и «Авангард» (1954/55).